# Xylotrechus bicoloricornis
Xylotrechus bicoloricornis là một loài bọ cánh cứng trong họ Cerambycidae.